# Geta (obuv)

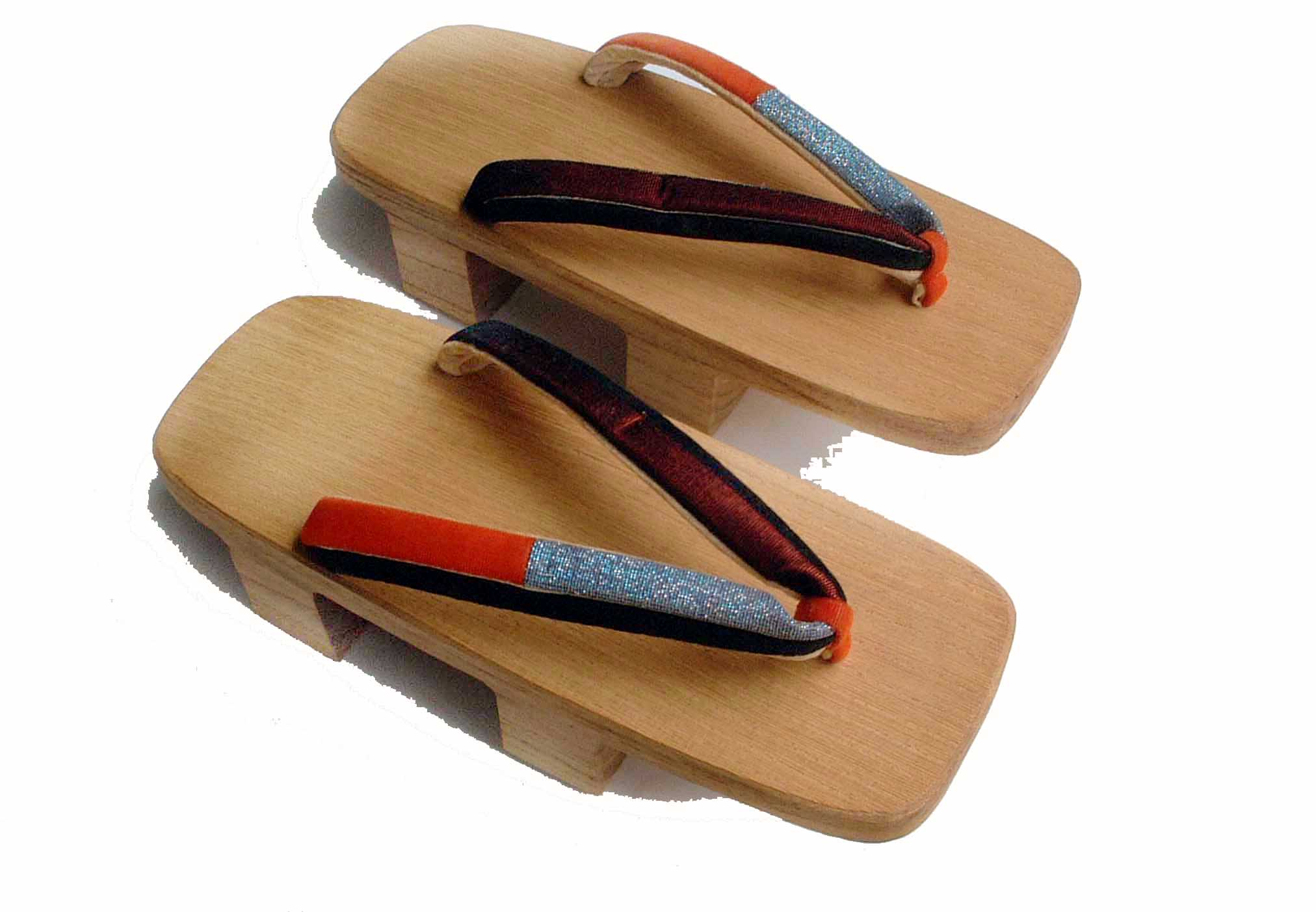
Pár tradičních dřevěných geta

Geta (下駄) je druh tradiční japonské obuvi, která připomíná kombinaci dřeváků a sandálů. Dřevěná podešev je vyvýšena pomocí dvou „zubů“ (歯; ha), které jsou při chůzi zdrojem charakteristického klapavého zvuku karankoron (カランコロン). Malá děvčátka také občas nosí geta, které mají v podrážce zabudovanou rolničku. Geta je k noze připevněna dvěma pásky, které procházejí mezerou mezi palcem a ostatními prsty. Často se nosí v kombinaci s tabi a tradičním japonským oblečením (kimono, jukata ap.). Na rozdíl od zóri patří k méně formální obuvi a dnes se nosí nejčastěji na různé letní slavnosti.